# Gustavo Sala
Gustavo Hernán Sala (Mar del Plata, 15 de abril de 1973), conocido como Gustavo Sala, es un historietista, cómico, cantante y conductor de radio argentino, creador de tiras cómicas como Bife Angosto (que se publica en el suplemento No del diario Página 12), Hijitos de Puta (publicado en la revista Barcelona) y Lo que no importa esta acá (publicado en la edición argentina de la revista Rolling Stone). Ha publicado varias historietas de humor negro y contribuyó en otros medios gráficos como La Mano, Genios, Monográfico (España) y Fierro. También ilustró libros infantiles, es redactor de la revista  Comiqueando, músico y monologuista en radio (Rock and Pop Beach). En 2013 participó del programa radial Soy Tu Padre con Pablo Conde y Javier Diz en el cual se destacaron algunos personajes de su creación como Nautilus Chilavert, un crítico de cine con una voz semi acuática o Robosio entre otros. A partir de 2017 junto al escritor y humorista uruguayo Ignacio Alcuri condujo el podcast de humor "Sonido Bragueta".[cita requerida]
Junto con el músico conocido como "electrochongo", forman el dúo Fiambre Moderno, donde componen e interpretan temas de autoría propia.
También lanzó un álbum con composiciones propias llamado "Canciones para nadie"
Durante la pandemia Covid-19 editó el libro Cuadernos violentos con bocetos e ideas rescatadas del abandono. 

## Polémica
En 2012, Sala tuvo problemas por la publicación de una tira cómica llamada Una aventura de David Gueto: El DJ de los campos de concentración en fiesta, que forma parte de la sección Bife Angosto del suplemento "NO" de Página 12. Dicha historieta es una parodia al conocido DJ francés David Guetta. En el cómic, el presunto Ghetta pasa música en un campo de concentración nazi y, al grito de “bailen, putos”, intenta convencer a los prisioneros para que festejen y se diviertan. En el último cuadro, un supuesto Hitler le agradece a “David Gueto” por entretener a los internos. “Relajados, los jabones salen mucho mejor", comenta el genocida.
Dos semanas después de la publicación de la tira, cuestionada por muchos por banalizar el holocausto judío, un representante de la colectividad presentó una denuncia contra el dibujante de Página 12. Isidoro Kepel, vicepresidente primero de Amigos de la Universidad Hebrea de Jerusalem, se manifestó “hondamente dolido” y sostuvo que “leyendo y viendo la tira indigna a cualquier persona y es una ofensa a todos los judíos y a la humanidad”, publicó la Agencia Judía de Noticias (AJN). La presentación de Kepel recayó en el juzgado Correccional N° 12. "Pienso que los judíos que somos víctimas directas del Holocausto nos sentimos negativamente impresionados por esta tira", aseguró el expresidente de la DAIA Jorge Kirszenbaum, que oficia de abogado de Kepel. En su denuncia, el dirigente judío expresa que "se encuentran en juego intereses de incidencia colectiva o intereses difusos como ser los derechos a la igualad y el respeto de los derechos humanos y la no discriminación". A las horas de haber publicado la historieta, el diario Página/12 pidió disculpas.
La denuncia penal contra el dibujante y el director de Página/12, Ernesto Tiffenberg, fue finalmente archivada luego que su autor aceptó las disculpas del diario por la publicación de la tira. Sala señaló: “En general me gusta joder con los intocables del rock y en este caso fue un chiste con (el DJ) David Guetta, satirizando los estereotipos que están muy instalados en la memoria colectiva, pero no me burlo de ellos”, aclaró en declaraciones a Canal 26. Asimismo, Sala reflexionó sobre que “tal vez” fue un poco “ingenuo” y que no sabía que podría generar tanto rechazo. “No tengo problemas en pedir disculpas porque no hubo mala leche ni busqué lastimar a nadie, es humor negro, jodido, es una tira mediocre con un remate tonto”, sostuvo.

## Publicaciones
- Falsalarma (2000)
- Bola triste (2009)
- Amasala (2010)
- Ordinario (2010)
- Bife angosto, volúmenes 1, 2 y 3 (2008, 2010 y 2013)
- Lo que no importa esta acá (2013)
- Hijitos de puta (2014)
- Tumor gráfico (Hotel de las ideas, 2016)
- Viva la cac@ (2017)
- Desgracias totales (2018)
- Casi Uruguayo (2019, Uruguay)
- Cuadernos violentos (2020)
- Buenos Aires en Pelotas(Sudamericana, 2021)
- Parto de Nalgas(2023)